# Mark 7 (核爆弾)
Mark 7（マーク7）とは、アメリカ合衆国が開発した最初の戦術核兵器である。弾頭部はW7とも呼称され、多目的戦術核兵器として開発され爆弾としてだけでなくミサイルなどの核弾頭としても使用された。また、トールとの通称もあった。
LABS（Low-Altitude Bombing System、高速度からのズーム上昇中に爆弾をリリースして「投げ上げて爆撃する」（トス爆撃）ことにより離脱時間を確保することなどを軸とした、低高度侵入と核爆撃後の生存を成立させる攻撃法）が検討された最初の兵器でもある。Mark 7は1951年に行われた核実験であるバスター・ジャングル作戦(Operation Buster-Jangle)において、実弾頭の試験が行われている。
戦闘爆撃機にも搭載できるほど小型軽量であり、機外搭載用に流線形で安定翼のついた形状となっている。核分裂兵器であり、92分割の爆縮レンズを用いたインプロージョン方式を採用している。核出力はサブタイプによって異なり、8 kt (mod 0) から 61 kt (mod 9) まであった。サイズは直径30.5インチ、長さ183インチ、重量1,645ポンドから1,700ポンド。信管は着発または空中爆発であり、W7には水圧信管も用意された。
Mark 7は1,700‐1,800発が作られ、1952年から1967年まで配備された。
2016年2月19日、ジョージ・ワシントン大学の研究所は、沖縄・嘉手納基地に核兵器が配備されていたことについて、機密指定が解除されたとして写真を公表した。そのなかには、1962年10月に撮影されたとされるMark 7の写真が含まれていた。

## 搭載兵器（W7核弾頭）
- Mk90 核爆雷 (1952年-1960年配備)
- MGR-1 オネスト・ジョン (1954年-1960年配備)
- MGM-5 コーポラル (1955年-1964年配備)
- MIM-14 ナイキ・ハーキュリーズ（1956年搭載計画中止）